# Irene Papas
Irene Papas (grekiska: Ειρήνη Παππά), ursprungligen Irini Lelekou (grekiska: Ειρήνη Λελέκου), född 3 september 1929 i Khiliomódhi i Korinth, död 14 september 2022 på samma plats, var en grekisk skådespelare och sångare. Hon hade en internationell karriär och spelade även i flera filmatiseringar av antika grekiska dramer.

## Liv och gärning
Irene Papas far Stavros Lelekos kom från byn Khiliomódhi i Korinth, medan hennes mor Eleni Prevezanou kom från Preveza i Epirus. Irene Papas började scenskola som 12-åring och uppträdde tidigt som dansös och sångare på scen och i grekisk radio. Hon spelade antika dramer vid olika teatrar i Aten, både i original och i samtida bearbetningar, och fick sin första filmroll 1951.
Under 1960-talet medverkade Irene Papas i flera internationella storfilmer, såsom Kanonerna på Navarone (1961), Zorba (1964) och Z – han lever (1969). Till hennes mest framträdande roller hör tre Euripides-filmatiseringar av Michael Cacoyannis, Ilektra (1962), The Trojan Women (1971) och Ifigeneia (1977). Hon uppträdde även vid Broadway.

## Filmroller i urval
- 1956 – Mannen som var lagen
- 1961 – Antigoni
- 1961 – Kanonerna på Navarone
- 1961 – Elektra
- 1964 – Zorba
- 1964 – Natt utan måne
- 1967 – Jagad av maffian
- 1968 – Maffiabröderna
- 1968 – L'Odissea
- 1969 – Matsoukas - chansaren
- 1969 – Z – han lever
- 1970 – De tusen dagarnas drottning
- 1971 – N.P. en hemlighet
- 1971 – The Trojan Women
- 1973 – Den femte offensiven
- 1975 – Moses
- 1976 – Mohammed - härföraren
- 1977 – Ifigeneia
- 1979 – Dödsmärkt
- 1979 – Kristus stannade i Eboli
- 1980 – Ökenlejonet
- 1982 – Eréndira
- 1983 – Desertören
- 1985 – Trassel i natten
- 1987 – Krönika om ett förebådat dödsfall
- 1997 – Odysséen (TV-serie)
- 2001 – Kapten Corellis mandolin
- 2003 – A Talking Picture